# اراذل و اوباش (فیلم ۱۹۳۶)
اراذل و اوباش (انگلیسی: Riffraff) یک فیلم درام آمریکایی به کارگردانی جی. والتر روبن است که در سال ۱۹۳۶ منتشر شد.

## بازیگران
- جین هارلو
- اسپنسر تریسی
- یونا مرکل
- جوزف کالیا
- میکی رونی
- جی. فارل مک‌دانلد
- پال هرست
- رافائلا اوتیانو
- راجر ایمهوف
- ویکتور کیلیان
- وینس بارنت
- آرتور هاوسمن
- وید باتلر
- لیلیان هارمر
- هری سی. بردلی